# Smithfield (Rhode Island)
Smithfield è una città degli Stati Uniti d'America, nella Contea di Providence, nello Stato del Rhode Island.
La popolazione era di 20.613 abitanti nel censimento del 2000.